# ابن مجاهد الطائي
أبو عبد الله بن مجاهد الطائي البصري من أخص تلامذة الإمام أبي الحسن الأشعري، وهو من أهل البصرة، وسكن في بغداد وعليه تتلمذ القاضي الباقلاني وله كتب في الأصول.

## اسمه
هو أبو عبد الله محمد بن أحمد بن محمد بن يعقوب بن مجاهد الطائي.

## شيوخه
أخذ عن القاضي أبي عبد الله التستري، وسمع الصحيح للبخاري من أبي زيد المروزي.

## تلاميذه
درس عليه القاضي أبو بكر الباقلاني الكلام والأصول، وأبو بكر بن عزرة، وأبو القاسم ابن عبد المؤمن المكي، المتكلم.

## مكانته في علم الأصول
- قال محمد مخلوف: «الإمام الفقيه الأصولي، العالم النظار».[5]
- وقال القاضي عياض: «وكان ابن مجاهد هذا مالكي المذهب، إماما فيه، مقدما غلب عليه علم الكلام والأصول».[6]
- وقال ابن أبي زيد القيرواني: «وعندنا من أخبار الشيخ الطيبة، ما تعم مسرته، من نصرته في هذا المذهب، وذبه عنه».

## مؤلفاته الأصولية
له كتاب: أصول الفقه على مذهب مالك، قال محمد مخلوف: «له كتب حسان في الأصول، منها كتاب أصول الفقه على مذهب مالك».

## آراؤه الأصولية
من آرائه الأصولية ما نقله الزركشي في مباحث المقدمات من كتابه، قال: «وحكي عن ابن مجاهد الطائي أنه منع إطلاق الحد في العلم، وإنما يقال: حقيقة العلم كذا؛ لأن الحقائق لا يختلف القديم والحادث بخلاف العلم». ومنها قوله بعدم جواز وقوع الصغيرة من النبي صلى الله عليه وسلم.

## قالوا عنه
- قال عنه اليافعي في (مرآة الجنان وعبرة اليقظان في معرفة حوادث الزمان): «الإمام المتكلم في الأصول، صاحب التصانيف الكثيرة، أبو عبد الله محمد بن أحمد بن محمد بن يعقوب بن مجاهد الطائي، صاحب الشيخ الإمام أبي الحسن الأشعري، وليس بابن مجاهد المقرئ. وعنه أخذ القاضي أبو بكر الباقلاني، وكان ديناً صيناً خيراً ذا تقوى».[2]
- قال عنه الذهبي في (سير أعلام النبلاء): «الأستاذ أبو عبد الله، محمد بن أحمد بن محمد بن يعقوب بن مجاهد الطائي البصري، صاحب أبي الحسن الأشعري. قدم بغداد، وصنف التصانيف، ودرس علم الكلام، اشتغل عليه القاضي أبو بكر بن الطيب. قال الخطيب: ذكر لنا غير واحد أنه كان ثخين الستر، حسن التدين جميل الطريقة رحمه الله. وكان أبو بكر البرقاني يثني عليه ثناء حسنا، وقد أدركه ببغداد فيما أحسب».[10] وقال عنه أيضاً في (العبر في خبر من غبر): «صاحب الأشعري وذو التصانيف الكثيرة في الأصول، قدم من البصرة، فسكن بغداد، وعنه أخذ القاضي أبو بكر ابن الباقلاني، وكان دينا صيناً خيراً».[11]
- قال عنه صلاح الدين الصفدي في (الوافي بالوافيات): «أبو عبد الله الطائي الأشعري محمد بن أحمد بن يعقوب بن مجاهد الطائي أبو عبد الله المتكلم صاحب الشيخ أبي الحسن الأشعري، قدم بغداد ودرس بها علم الكلام وصف التصانيف وعليه درس القاضي أبو بكر الباقلاني هذا الفن، قال الخطيب: ذكر لنا عنه غير واحد أنه كان ثخين الستر حسن التدين، توفي في عشر السبعين وثلاثمائة تقريباً».[12]

| ابن مجاهد الطائي | قال أبو بكر الخطيب في تاريخه: محمد بن أحمد بن محمد بن يعقوب بن مجاهد الطائي، المتكلم، أبو عبد الله، صاحب أبو الحسن الأشعري. وهو من أهل البصرة، وسكن بغداد. وعليه درس القاضي أبو بكر الباقلاني، الكلام. وله كتب حسان في الأصول. ذكر لنا غير واحد من شيوخنا: أنه كان يحسن الستر، يحسن الزي، جميل الطريقة. وكان البرقاني، يثني عليه، ثناء حسناً. وأدركه ببغداد فيما أحسب. وكان ابن مجاهد هذا، مالكي المذهب، إماماً فيه، مقدماً. غلب عليه علم الكلام والأصول. أخذ عن القاضي التستري، وله كتاب في أصول الفقه، على مذهب مالك، ورسالته المشهورة في الاعتمادات، على مذهب أهل السنة التي كتب بها إلى أهل باب الأبواب. وكتاب تهدية المتبصر ومعونة المستنصر. وتواليف أخرى وغيرهما. وسمع الصحيح للبخاري، من أبي زيد المروزي، ورأيت سماعه في كتاب الأصيلي بخطه، واستجاز الشيخ أبا محمد بن أبي زيد رحمه الله، في كتاب المختصر والنوادر. قال القاضي الإمام المؤلف رضي الله عنه: ورأيت له في ذلك رسالة يقول فيها: وقد وقع إلينا من تصنيفه - أيده الله - قطع من المختصر، وجدناه قد أحسن في نظمه، وألطف في جمع معانيه، وكشف ما كانت النفوس تتوق إليه، وكفى مؤونة الرحلة، وطلب المصنفات، بالكلام السهل، والمعاني البينة، التي تدل على حسن العناية، وكثرة المعرفة، والحرص على منافع الراغبين في العلم، والمتعلقين به. فأحسن الله أيها الشيخ جزاءك. وأجزل ثوابك. ثم ذكر له بعد أن بلغه، تصنيف النوادر. ثم قال: وما يتصل بنا من فضل الشيخ، أيده الله. قد نشطني إلى تعريف ما بنا من الحاجة إلى هذين الكتابين. وتطلعي وتطلع من قبلي من الطالبين لها. والشيخ، أيده الله، يتفضل في ذلك بما هو أهله، ويمنّ عليّ بذلك، فإني إليه، وجماعة من قبلي من إخوانه، والراغبين في مذهب الإمام رضوان الله عليه، يتطلعون إليه. فإن رأى الشيخ أيده الله، أن يتفضل بإنفاذها، بعد عرضها بحضرته، وإجازتها لي، ولغيري من أصحابنا، ممن آثر ذلك وأحبه. ثم سأله الدعاء له، وأرخ كتابه بسنة ثمان وستين. فجاوبه أبو محمد بجواب أحسن منه: وعندنا من أخبار الشيخ الطيبة، ما تعم مسرته، من نصرته في هذا المذهب. وذبه عنه، ومحاماته عليه، حماه الله عزّ وجلّ مكروهه، من صحته. وشكر فيه ابتداء مخاطبته، وسروره بذلك، ومودته له. وأجازه كتبه له، ولمن رغب ذلك، وأنه وجه إليه بعض النوادر، إذ لم يبيضها. وأن الوقت لم يتسع لكتب نسخة من المختصر، ولا من النوادر، وأن شابّين ممن عني بهم توجها، من مكة للقاء الشيخ - يعني ابن مجاهد - ولقاء الأبهري. وهما محمد بن خلدون. وإسماعيل بن عذرة. وبعث معهما المختصر صحيحاً، مقابلاً. ووعده أن يوجه إليه ما رغبه من الكتابين، وسأله الدعاء له، كما سأله. رحمهم الله. وحكى ابن مجاهد، أن رجلاً جاء إلى سهل التستري، فقال له: بلغني أنك تمشي على الماء، فادعو الله لي. قال لا أدعو لك، حتى تذهب إلى فلان الملاح، فتسأله عن خبر في يوم كذا. فمضى وسأله، قال: إنه صعد هنالك، فتوضأ للصلاة، على الحجر فزهق فغرق، واضطرب بثيابه. فتراميت عليه، فأخرجته. وقد كاد يهلك، وعلقناه لسق؟ فرجع الرجل إلى سهل، فأخبره. فقال له سهل: أما بعد هذا فأدعو لك. فدعا له. وهذا من سهل فضل كثير، وتواضع، واعتراف. وذكر الخطيب، أن ابن مجاهد كان ينشد لبعضهم: أيها المغتدي ليطلب علماًكل علم عبد لعلم الكلامتطلب الفقه كي تصحح حكماًثم أغفلت منزل الأحكام وحدّث عنه القاضي، أبو بكر بن الخطيب. وأبو بكر بن عذرة. وأبو القاسم عبد المؤمن المكي، المتكلم. رضي الله عنهم أجميعن. | ابن مجاهد الطائي |

## وفاته
قال صلاح الدين الصفدي في (الوافي بالوافيات): «توفي في عشر السبعين وثلاثمائة تقريباً». وجعل الذهبي وفاته بعد الستين وثلاثمائة.